# Onur Bulut (Fußballspieler, 1994)
Onur Bulut (* 16. April 1994 in Werdohl) ist ein deutsch-türkischer Fußballspieler.

## Karriere

### Vereine
Bulut spielte zunächst Fußball in seiner Geburtsstadt Werdohl. Im Jahre 2004 ging er zu den Sportfreunden Oestrich-Iserlohn. Nach vier Jahren wechselte er zum VfL Bochum. Dort spielte er bis zur Saison 2012/13 in den Jugendteams. Von der Saison 2013/14 bis zum Ende der Saison 2015/16 gehörte Bulut zum Profikader des VfL. Sein Zweitligadebüt gab er am 29. Juli 2013, als er im Heimspiel gegen Dynamo Dresden nach 79 Minuten für Danny Latza eingewechselt wurde.
Zu Beginn der Saison 2016/17 wechselte Bulut zum SC Freiburg. Sein Erstliga-Debüt gab er am 28. August 2016 beim Auswärtsspiel gegen Hertha BSC, als er in der 66. Spielminute für Aleksandar Ignjovski eingewechselt wurde. Am zweiten Spieltag stand er beim Heimspiel gegen Borussia Mönchengladbach zum ersten Mal in der Startformation des SC Freiburg. In den folgenden Wochen gehörte er bei Freiburg regelmäßig zur Stammmannschaft, verlor seinen Platz im Team aber nach dem achten Spieltag gegen den FC Augsburg und kam erst zum Saisonende hin nochmals zu einigen Einsätzen, als Freiburg die Saison als Tabellensiebter abschloss. 
In der Hinrunde der Saison 2017/18 kam Bulut nur noch zu einem Kurzeinsatz in der Bundesliga und wechselte schließlich im Januar 2018 zum Zweitligisten Eintracht Braunschweig, bei dem er als Nachfolger für Onel Hernández verpflichtet wurde. Nach Presseinformationen zahlte Braunschweig „eine höhere sechsstellige Ablöse“ an Freiburg. Am Saisonende stieg der Mittelfeldspieler mit der Eintracht in die 3. Liga ab und hielt mit der Mannschaft in der Saison 2018/19 als Tabellensechzehnter knapp die Klasse.
Ende Juli 2019 einigten sich Spieler und Verein auf eine Auflösung des noch für zwei Jahre gültigen Vertrages, um Bulut einen Wechsel in die erste türkische Liga zu Alanyaspor zu ermöglichen. Von Oktober 2020 bis Juni 2021 wurde er an Çaykur Rizespor verliehen. Anschließend kehrte er nicht zu Alanyaspor zurück, sondern wechselte innerhalb der Süper Lig zu Kayserispor.
Am 8. Februar 2023 wechselte er zu Beşiktaş Istanbul und unterschrieb dort einen Vertrag bis 2026.

### Nationalmannschaft
In den Jahren 2012 und 2013 absolvierte Bulut insgesamt acht Spiele für die türkische U-19-Nationalmannschaft.
Im September 2022 wurde er von Nationaltrainer Stefan Kuntz erstmals die A-Nationalmannschaft berufen, kam in den beiden Spielen gegen Luxemburg und Färöer jedoch nicht zum Einsatz. Sein Debüt für die Türkei gab er schließlich am 19. November 2022 bei einem 2:1-Freundschaftsspielsieg gegen Tschechien.